# Георгіос Мавроміхаліс
Гео́ргіос Мавроміха́ліс (грец. Γεώργιος Μαυρομιχάλης; 1800—1831) — син видатного революційного діяча Петроса Мавроміхаліса, глава тимчасового уряду Греції 1826—1827 років.

## Життєпис
Коли його батька було заарештовано та ув'язнено за звинуваченням у державній зраді відповідно до наказу губернатора Греції Іоанна Каподистрії, Георгіос разом зі своїм дядьком Константіносом вирішили помститись. 9 жовтня 1831 року вони вирішили вбити губернатора, коли той увійде до собору Святого Спиридона в Нафпліоні. Константінос першим спробував поцілити в Каподистрію, проте схибив, тому Георгіос був змушений зарізати губернатора, всадивши ножа в серце. Під час втечі з місця події Константіноса було застрелено. Георгіосу ж удалось втекти і сховатись у посольстві Франції; за кілька днів він здався грецькій владі. Був засуджений до смертної кари військовим трибуналом і розстріляний.